# Сальное (Нежинский район)
Са́льное (укр. Сальне) — село в Нежинском районе Черниговской области Украины. Расположено на реке Бабка (Баба). Население 714 человек. Занимает площадь 4,128 км².
Код КОАТУУ: 7423388101. Почтовый индекс: 16673. Телефонный код: +380 4631.

## История
В XIX веке село Сальное было в составе Галицкой волости Нежинского уезда Черниговской губернии. В селе была Андреевская церковь. Священнослужители Андреевской церкви:
- 1787 - священник Семен Иванович Бозенский

## Известные люди
В селе родились: украинская писательница Дарья Романова,  депутат Верховной рады Украины IX созыва Анатолий Гунько.

## Власть
Орган местного самоуправления — Сальненский сельский совет. Почтовый адрес: 16673, Черниговская обл., Нежинский р-н, с. Сальное, ул. Октябрьская, 15.